# Wolfertsbronn
Wolfertsbronn ist ein Gemeindeteil der Großen Kreisstadt Dinkelsbühl im Landkreis Ansbach (Mittelfranken, Bayern). Die Gemarkung Wolfertsbronn hat eine Fläche von 6,255 km². Sie ist in 1029 Flurstücke aufgeteilt, die eine durchschnittliche Fläche von 6078,66 m² haben. In ihr liegen neben dem namensgebenden Ort die Gemeindeteile Holzapfelshof (zum Teil), Oberwinstetten und Unterwinstetten.

## Geografie
Das Dorf liegt am Wolfertsbronner Bach, einem linken Zufluss der Rotach, die ihrerseits von rechts in die Wörnitz mündet. Der Ort ist unmittelbar von Acker- und Grünland umgeben. Im Nordwesten heißt die Flur Lausfeld, im Süden Stockfeld. Im Norden befindet sich die Anhöhe Eichelberg, im Nordosten Kühberg, im Südosten Taubberg und im Südwesten Frauenberg.
Die Staatsstraße 2220/Landesstraße 2220 verläuft an Segringen vorbei nach Dinkelsbühl zur Bundesstraße 25 (4,5 km nordöstlich) bzw. an der Heringssägmühle vorbei zur Landesstraße 1070 (2,3 km südwestlich). Gemeindeverbindungsstraßen führen nach Schönbronn (1,3 km westlich), zur Kreisstraße AN 44 bei Oberhard (1,2 km nördlich) und nach Oberwinstetten (1,6 km südöstlich).

## Geschichte
Die erste bekannte urkundliche Erwähnung von Wolferstbronn ist im Lectionarium matutinale - Cod.bibl.fol.55, Ellwangen für die Jahre 1125 bis 1133 bei der Württembergische Landesbibliothek zu finden. Auf Seite 30, Zeile 22 findet sich folgender Eintrag:
Lateinisch: "Emehardus clericus ob., qui Vuolfardesbrunnon in usum fratrum dedit"
Deutsch: Am 20. Januar starb der Kleriker Emehard, der Wolfardesbrunnon zur Nutzung durch die Brüder übergab.
Auf der Seite 38 erfolgt ein zweiter Eintrag:
Lateinisch: "Mehthilt, I. ob. que in usum fratrum Wolfherdesbrunnen constituit"
Deutsch: Am 13. November starb die Laiin Mehthil, die Wolfhardesbrunnen zur Nutzung durch die Brüder verordnete.
Die Fraisch über Wolfertsbronn war strittig zwischen dem oettingen-spielbergischen Oberamt Mönchsroth und der Reichsstadt Dinkelsbühl. Die Dorf- und Gemeindeherrschaft hatte die Reichsstadt Dinkelsbühl. Gegen Ende des 18. Jahrhunderts bestand der Ort aus 24 Anwesen und 1 Gemeindehirtenhaus. Grundherren waren die Reichsstadt Dinkelsbühl (18 Anwesen; Prädikaturpflege: 1 Gut; Ratsamtspflege: 1 Gut, 1 Gütlein; Siechenpflege: 2 Halbhöfe, 6 Güter; Spital: 2 Halbhöfe, 5 Güter), der Dekan von Dinkelsbühl (2 halbe Güter), das Oberamt Mönchsroth (mittelbar für die Kirche Segringen: 2 halbe Hofgüter) und das Vogteiamt Schneidheim des Deutschen Ordens (1 halbes Hofgut, 1 Lehengut).
1806 kam Wolfertsbronn an das Königreich Bayern. Mit dem Gemeindeedikt wurde Wolfertsbronn dem 1809 gebildeten Steuerdistrikt Segringen zugeordnet. Zugleich entstand die Ruralgemeinde Wolfertsbronn. Zu dieser gehörten Hohenschwärz, Holzapfelshof, Oberwinstetten und Unterwinstetten. Sie war in Verwaltung und Gerichtsbarkeit dem Landgericht Dinkelsbühl zugeordnet und in der Finanzverwaltung dem Rentamt Dinkelsbühl (1919 in Finanzamt Dinkelsbühl umbenannt, seit 1973 Finanzamt Ansbach). Die Verwaltung übernahm 1862 das neu geschaffene Bezirksamt Dinkelsbühl (1939 in Landkreis Dinkelsbühl umbenannt). Die Gerichtsbarkeit lag beim im gleichen Jahr gebildeten Stadt- und Landgericht Dinkelsbühl (1879 in das Amtsgericht Dinkelsbühl umgewandelt, seit 1973 eine Zweigstelle des Amtsgerichtes Ansbach). Die Gemeinde hatte 1961 eine Gebietsfläche von 6,351 km². Im Zuge der Gebietsreform in Bayern wurde sie am 1. Januar 1971 nach Dinkelsbühl eingemeindet. Mit der Auflösung des Landkreises Dinkelsbühl im Jahr 1972 kam Wolfertsbronn an den Landkreis Ansbach.

### Baudenkmäler
- Haus Nr. 26: Wohnteil eines ehemaligen Wohnstallhauses, erdgeschossiger Putzbau mit Satteldach, nach 1826.[16]
- Wohnstallhaus, erdgeschossiger Satteldachbau teilweise mit Fachwerk, im Kern 18. Jahrhundert, Scheunenanbau nach 1826.[16]
- Kreuzweg: Sühnekreuze, zwei spätmittelalterliche Sandsteinkreuze, stark verwittert; 200 m nördlich in Straßengabelung.[16]

### Einwohnerentwicklung
Gemeinde Wolfertsbronn
| Jahr      | 1818   | 1840   | 1852   | 1855   | 1861   | 1867   | 1871   | 1875   | 1880   | 1885   | 1890   | 1895   | 1900   | 1905   | 1910   | 1919   | 1925   | 1933   | 1939   | 1946   | 1950   | 1952   | 1961   | 1970   |
| Einwohner | 264    | 248    | 375    | 392    | 395    | 387    | 397    | 381    | 399    | 396    | 368    | 345    | 351    | 341    | 353    | 353    | 337    | 317    | 302    | 482    | 452    | 431    | 327    | 323    |
| Häuser    | 53     | 52     |        |        |        |        | 74     |        |        | 69     | 68     |        | 68     |        |        |        | 62     |        |        |        | 62     |        | 64     |        |
| Quelle    | [ 18 ] | [ 19 ] | [ 20 ] | [ 20 ] | [ 21 ] | [ 22 ] | [ 23 ] | [ 24 ] | [ 25 ] | [ 26 ] | [ 27 ] | [ 20 ] | [ 28 ] | [ 20 ] | [ 29 ] | [ 20 ] | [ 30 ] | [ 20 ] | [ 20 ] | [ 20 ] | [ 31 ] | [ 20 ] | [ 13 ] | [ 32 ] |

Ort Wolfertsbronn
| Jahr      | 001818 | 001840 | 001861 | 001871 | 001885 | 001900 | 001925 | 001950 | 001961 | 001970 | 001987 |
| Einwohner | 132    | 118    | 185    | 172    | 193    | 152    | 159    | 199    | 128    | 142    | 146    |
| Häuser    | 29     | 28     |        |        | 30     | 28     | 27     | 26     | 27     |        | 37     |
| Quelle    | [ 18 ] | [ 19 ] | [ 21 ] | [ 23 ] | [ 26 ] | [ 28 ] | [ 30 ] | [ 31 ] | [ 13 ] | [ 32 ] | [ 1 ]  |

## Religion
Der Ort ist seit der Reformation evangelisch-lutherisch geprägt und bis heute nach St. Vinzenz (Segringen) gepfarrt. Die Katholiken sind nach St. Georg (Dinkelsbühl) gepfarrt.